# Makary Gorzeński
Makary Stefan Melchior Gorzeński herbu Nałęcz (ur. ok. 1746, zm. 1818) – kasztelan kamieński w latach 1784–1793, szambelan króla Stanisława Augusta Poniatowskiego, podkomorzy królewski.

## Życiorys
Był synem Franciszka i Anny z Deręgowskich (z Doręgowskich). Miał pięciu braci: Tymoteusza (1743–1825), arcybiskupa metropolitę gnieźnieńskiego i prymasa Polski, Nicefora, szambelana króla Stanisława Augusta Poniatowskiego w 1788, posła województwa kaliskiego na Sejm Czteroletni w 1790, Leona, szambelana króla Stanisława Augusta Poniatowskiego, kapitana wojsk francuskich, Feliksa, pułkownika wojsk królewskich i Piotra Antoniego, przeora Cystersów w Mogile.
Był kasztelanem kamieńskim w latach 1784–1793, szambelanem króla Stanisława Augusta Poniatowskiego. W 1790 był prezesem komisji cywilno-wojskowej województwa kaliskiego dla powiatów pyzdrskiego i konińskiego.
Kawaler Orderu Świętego Stanisława w 1785. Odznaczony Orderem Orła Białego w 1792.

## Życie prywatne
W 1784 ożenił się z Ludwiką z Koźmińskich, wdową po Franciszku Ksawerym Sokolnickim. Ludwika była córką Ignacego Koźmińskiego herbu Poraj, starosty wschowskiego i Marianny z Sapiehów. W wieku 12 lat wydano ją za mąż za Franciszka Ksawerego Sokolnickiego. Małżeństwo to rozpadło się. Proces rozwodowy i walka o majątek trwała wiele lat. W 1782 Ludwika uczyniła swoim plenipotentem Makarego Gorzeńskiego. 26 stycznia 1784 roku sporządzono akt sprzedaży przez Ludwikę Makaremu Gorzeńskiemu dóbr miasta Pleszewa i wsi: Lenartowice, Zawidowice, Chorzewa, Chroślin, pus. Łasewa, Malinia, Baranowa, Piekarzewa za 450 000 złotych polskich. Jeszcze w 1784 Gorzeński zastawił część kupionych dóbr Sewerynowi Pągowskiemu za 100 000 złotych polskich. Wkrótce po ślubie Makary Gorzeński otrzymał urząd kasztelana kamieńskiego. Przebywał głównie w Warszawie i zadłużał majątki żony. Doprowadziło to do rozwodu z Ludwiką. Makary Gorzeński ożenił się powtórnie z Anną Ośmiałowską, z którą miał syna Kazimierza i córkę Laurę. Encyklopedia Orgelbranda podaje, że zastrzelił się, czy żona go kazała zastrzelić.